# Cartograma

Cartograma de la proyección de votos de las Elecciones presidenciales de Estados Unidos de 2008, basado en el voto popular, con cada rectángulo representando un voto.

Un cartograma es un mapa o diagrama que muestra datos de cantidad asociados a sus respectivas áreas, mediante la modificación de los tamaños de las unidades de enumeración. La información es aportada mediante la distorsión de las superficies reales, utilizando cada superficie de enumeración como un símbolo proporcional, el cual aumenta o disminuye en función de los valores correspondientes. Un ejemplo podría ser la representación de los países, donde su tamaño en el diagrama dependiera del número de habitantes.
Al aumentar o disminuir las dimensiones en función de otra variable diferente al área, se pueden obtener mapas con un aspecto disparatado y chocante, lo que afectará a la comunicación cartográfica.

## Características
Los cartogramas carecen de un mapa base, ya que la propia base geográfica se transforma en un contenido temático con su distorsión. Debido a esto, los cartogramas se encuentran apartados de los mapas temáticos convencionales, los cuales se obtienen por la superposición de símbolos a un mapa base creado a imagen y semejanza del terreno.
El lector de un cartograma puede ver una imagen distorsionada, que poco se acerca a los mapas que está acostumbrado a ver, ya que con la aplicación de esta técnica se pierden las relaciones de contigüidad y de orientación. Las áreas no coinciden como lo hacen en el espacio real, debido a que, en función de la variable a representar, se aumentan o disminuyen, por lo cual, en algunas ocasiones, es necesario separar las unidades, respetando así las formas originales, u omitir estas para mantener las relaciones espaciales.

## Clasificación

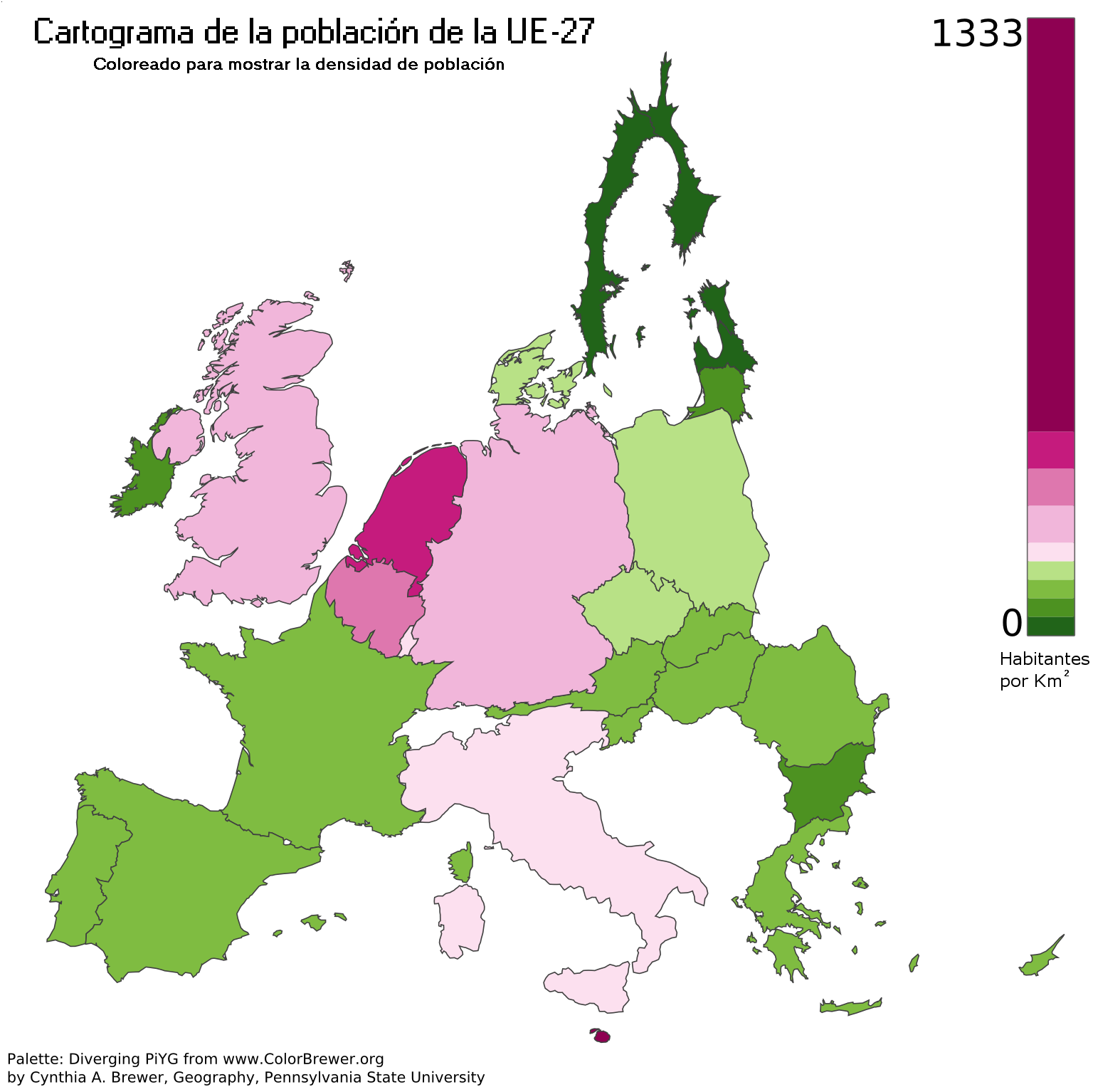
Cartograma con contigüidad de los 27 países de la UE, coloreado de acuerdo a la densidad de población.

El mismo cartograma realizado sin contigüidad.

Se pueden distinguir dos tipos principales de cartogramas: contiguos y sin contigüidad, cada uno con ventajas e inconvenientes.

### Cartogramas con contigüidad
Los cartogramas con contigüidad son aquellos en los cuales las unidades internas son adyacentes entre sí, pareciéndose en gran medida a un mapa  convencional. La conservación de la contigüidad permite asociar la imagen distorsionada con el espacio geográfico que se conoce. Mantener la relación de los límites y fronteras hace que el cartograma se acerque un poco más al espacio geográfico verdadero y que no sea necesario «rellenar» mentalmente las áreas no representadas, completando así la forma del mapa.
En este tipo de cartogramas, las relaciones espaciadas que se exhiben son incorrectas y las formas de las unidades de enumeración están muy simplificadas. De cualquier forma, puede considerarse adecuada su realización si existe una comparación con el espacio geográfico real.
Las grandes distorsiones hacen que las unidades internas y su asociación con el espacio geográfico verdadero sean difíciles de reconocer, en cuyo caso se debería utilizar otro sistema de representación. Es de anotar que más difíciles de construir con respecto a los que no respetan la contigüidad de los espacios geográficos.

### Cartogramas sin contigüidad
Los cartogramas sin contigüidad son aquellos en que las unidades internas preservan su forma, sacrificando la contigüidad entre ellas. Estas unidades son colocadas en una posición correcta respecto a la de sus vecinas, dejando para esto espacios vacíos.
Las ventajas de estos cartogramas son que son más fáciles de construir que los que conservan la contigüidad y, además, conservan las formas originales. La no conservación del espacio geográfico real es una desventaja, ya que esto dificulta su interpretación. Otra desventaja es que no se posee una forma total compacta de lo que se representa.

## Comunicación mediante cartogramas

Cartograma con contigüidad de Suecia, con el área de las municipalidades en escala con la población al 11 de enero de 2008.

La comunicación mediante cartogramas tiene algún grado de dificultad debido a que el lector debe tener un conocimiento del área representada, para así poder relacionar lo visto con el aspecto geográfico real. Pueden ser un excelente medio para demostrar distribuciones geográficas mientras que lo representado se mantenga reconocible a pesar de las distorsiones realizadas, pues de otra forma no cumplen su función de comunicación al no se aproximarse al aspecto real de la zona cartografiada.
En un mapa común, cada área tiene cuatro tipos de información elemental: tamaño, forma, orientación y contigüidad. En cambio, en un cartograma sólo debe transformarse el tamaño manteniéndose los otros tres; la contigüidad es una excepción. Cada unidad individual debe ser semejante a la realidad para que sea fácil identificar cada área, por lo que se debe decidir hasta que punto debe realizarse la distorsión, sin deformarla en demasía. La orientación geográfica y el orden de las unidades son otros factores importantes en los cartogramas, ya que las distorsiones pueden alterar este orden y así entorpecer la comunicación. De los cuatro elementos principales de un cartograma, la contigüidad es la que menos afecta al proceso de la comunicación. Se puede mantener una continuidad relativa en los cartogramas sin contigüidad mediante la correcta colocación de las unidades, aunque existan espacios vacíos entre ellas.
La más importante de los elementos de un cartograma es la forma. Debido a esto, sólo se podrán utilizar cartogramas cuando el lector conoce las formas de las unidades interpretadas.

## Ventajas e inconvenientes
La principal ventaja de los cartogramas es que su utilización resulta impactante, despertando la curiosidad del lector en lo que allí se encuentra representado. Este impacto favorece la comunicación cartográfica. También es positivo que provoque la necesidad de pensar en el lector, ya que debe comparar el cartograma con el mapa mental que él mismo posee de la zona representada.
Sin embargo, en muchos casos estas ventajas son superadas por los inconvenientes. Entre estas desventajas se destacan la dificultad para su lectura y que en algunos casos parecen mapas incompletos debido a los espacios vacíos. Además, su aspecto de poca precisión y la imposibilidad de localizar puntos determinados pueden causar el rechazo de los cartogramas como medio de representación cartográfica. Algunas personas ven como una desventaja que el lector deba pensar y realizar la comparación entre el gráfico y el mapa mental que posee.